# Jordbävningen i Papua 1976
Jordbävningen i Papua 1976 inträffade den 25 juni 1976 i Papuaprovinsen i Indonesien. Den hade en magnitud på 7,1, och dödade 422 personer, bland dem 70 som omkom i följande jordskred.

## Bakgrund
Indonesien är beläget inom Eldringen, en del av Stilla havet där flera tektoniska plattor möts. Förflyttningen resulterar i hög vulkanisk och seismisk aktivitet. Papua drabbas konstant av jordskreds.

## Skador
Direkt efter skalvet uppskattades antalet döda till 350. Snart började dock jordskred drabba området, och 72 personer till omkom. 5 000-9 000 personer saknades efter jordskreden, och antogs vara döda. Totalt sex byar i området förstördes. Västpapua och östra Nya Guinea rapporterades också att jordbävningen kändes betydligt i deras regioner.

### Fotnoter
1. ↑  ”Strong earthquake jolts Indonesia's Papua province”. Arabia 2000. 28 juli 2004. Läst 27 mars 2009.
2. ↑  ”Landslide Kills 11 People In Indonesia's Papua Province”. Arabia 2000. 18 januari 2008. Läst 27 mars 2009.
3. ↑  ”Earthquakes with 1,000 or More Deaths since 1900”. United States Geological Survey. 29 januari 2009. Arkiverad från originalet den 23 mars 2009. https://web.archive.org/web/20090323041802/http://earthquake.usgs.gov/regional/world/world_deaths_sort.php. Läst 27 mars 2009.